# Vietnamochloa
Vietnamochloa là một chi thực vật có hoa trong họ Hòa thảo (Poaceae).

## Loài
Chi Vietnamochloa gồm các loài: